# タンニン酸アルブミン
タンニン酸アルブミン（タンニンさんアルブミン、英: albumin tannate, tannin albuminate）とは止瀉薬の1つ。カゼインとタンニン酸より合成される。

## 効能・効果
下痢症